# Фермаунт Хајтс (Мериленд)
Фермаунт Хајтс (енгл. Fairmount Heights) град је у америчкој савезној држави Мериленд.

## Демографија
По попису из 2010. године број становника је 1.494, што је 14 (-0,9%) становника мање него 2000. године.
| Група             | 2000.         | 2010.         |
| Белци             | 13 (0,9%)     | 15 (1,0%)     |
| Афроамериканци    | 1.445 (95,8%) | 1.324 (88,6%) |
| Азијати           | 1 (0,1%)      | 12 (0,8%)     |
| Хиспаноамериканци | 17 (1,1%)     | 121 (8,1%)    |
| Укупно            | 1.508         | 1.494         |